# Red Hot (RuPaul)
Red Hot è il terzo album del cantante drag queen RuPaul, pubblicato nel 2004.
L'album contiene sedici canzoni che spaziano dal genere pop alla house, dalla dance al R&B.

## Tracce
1. Shirley Q. Liquor & Watusi Jenkins
2. Looking Good, Feeling Gorgeous
3. Coming Out of Hiding
4. Shirley Q. Intro
5. Are You Man Enough?/Orange Wig Skit
6. Kinky/Freaky
7. Love Is Love
8. Just a Little In & Out
9. Workout/Betta Work Skit
10. The Price of One
11. I Need More
12. People Are People/Sheepy Skit
13. My Love Sees No Color
14. Hollywood USA
15. Give It One More Try
16. Superman